# Solemyida
Solemyoida
Ordre
Solemyida (anciennement Solemyoida) est un ordre de bivalves protobranches.

## Liste des familles
Selon World Register of Marine Species (18 avril 2016) :
- famille Clinopisthidae Pojeta, 1988 †
- famille Ctenodontidae Wöhrmann, 1893 †
- famille Manzanellidae Chronic, 1952 †
- famille Nucinellidae H. E. Vokes, 1956
- famille Ovatoconchidae Carter, 2011 †
- famille Solemyidae Gray, 1840